# Partecipanti alla Omloop Het Nieuwsblad 2022
Elenco dei partecipanti alla Omloop Het Nieuwsblad 2022.
La Omloop Het Nieuwsblad 2022 è stata la settantasettesima edizione della corsa. Alla competizione presero parte venticinque squadre: le diciotto con licenza UCI World Tour 2022 e sette squadre UCI ProTeam.
Partenza con 171 ciclisti accreditati.

## Corridori per squadra
Nota: R ritirato, NP non partito, FT fuori tempo, SQ squalificato
| Quick-Step Alpha Vinyl Team        | Quick-Step Alpha Vinyl Team        | Quick-Step Alpha Vinyl Team        | Jumbo-Visma           | Jumbo-Visma           | Jumbo-Visma           | Lotto Soudal              | Lotto Soudal              | Lotto Soudal              |
| ---------------------------------- | ---------------------------------- | ---------------------------------- | --------------------- | --------------------- | --------------------- | ------------------------- | ------------------------- | ------------------------- |
| N°                                 | Ciclista                           | Clas.                              | N°                    | Ciclista              | Clas.                 | N°                        | Ciclista                  | Clas.                     |
| 1                                  | Yves Lampaert                      | 72°                                | 11                    | Wout Van Aert         | 1°                    | 21                        | Philippe Gilbert          | 40°                       |
| 2                                  | Bert Van Lerberghe                 | R                                  | 12                    | Pascal Eenkhoorn      | 67°                   | 22                        | Victor Campenaerts        | 5°                        |
| 3                                  | Josef Černý                        | R                                  | 13                    | Edoardo Affini        | R                     | 23                        | Jasper De Buyst           | 32°                       |
| 4                                  | Iljo Keisse                        | R                                  | 14                    | Mike Teunissen        | 24°                   | 24                        | Brent Van Moer            | 39°                       |
| 5                                  | Kasper Asgreen                     | 76°                                | 15                    | Tiesj Benoot          | 66°                   | 25                        | Florian Vermeersch        | 61°                       |
| 6                                  | Florian Sénéchal                   | 9°                                 | 16                    | Tosh Van Der Sande    | 120°                  | 26                        | Tim Wellens               | NP                        |
| 7                                  | Zdeněk Štybar                      | 62°                                | 17                    | Nathan Van Hooydonck  | 68°                   | 27                        | Harry Sweeny              | 123°                      |
| Intermarché-Wanty-Gobert Matériaux | Intermarché-Wanty-Gobert Matériaux | Intermarché-Wanty-Gobert Matériaux | AG2R Citroën Team     | AG2R Citroën Team     | AG2R Citroën Team     | Trek-Segafredo            | Trek-Segafredo            | Trek-Segafredo            |
| N°                                 | Ciclista                           | Clas.                              | N°                    | Ciclista              | Clas.                 | N°                        | Ciclista                  | Clas.                     |
| 31                                 | Sven Erik Bystrøm                  | 89°                                | 41                    | Greg Van Avermaet     | 3°                    | 51                        | Jasper Stuyven            | 10°                       |
| 32                                 | Dimitri Claeys                     | 83°                                | 42                    | Oliver Naesen         | 4°                    | 52                        | Edward Theuns             | 100°                      |
| 33                                 | Aimé De Gendt                      | 71°                                | 43                    | Lawrence Naesen       | R                     | 53                        | Alex Kirsch               | 15°                       |
| 34                                 | Andrea Pasqualon                   | 8°                                 | 44                    | Michael Schär         | 102°                  | 54                        | Toms Skujiņš              | 50°                       |
| 35                                 | Adrien Petit                       | 82°                                | 45                    | Damien Touzé          | 52°                   | 55                        | Markus Hoelgaard          | R                         |
| 36                                 | Alexander Kristoff                 | 60°                                | 46                    | Stan Dewulf           | 45°                   | 56                        | Daan Hoole                | 101°                      |
| 37                                 | Loïc Vliegen                       | 51°                                | 47                    | Gijs Van Hoecke       | 91°                   | 57                        | Otto Vergaerde            | 97°                       |
| Astana Qazaqstan Team              | Astana Qazaqstan Team              | Astana Qazaqstan Team              | Bahrain Victorious    | Bahrain Victorious    | Bahrain Victorious    | Bora-Hansgrohe            | Bora-Hansgrohe            | Bora-Hansgrohe            |
| N°                                 | Ciclista                           | Clas.                              | N°                    | Ciclista              | Clas.                 | N°                        | Ciclista                  | Clas.                     |
| 61                                 | Gianni Moscon                      | 122°                               | 71                    | Sonny Colbrelli       | 2°                    | 81                        | Patrick Gamper            | 118°                      |
| 62                                 | Evgenij Fëdorov                    | R                                  | 72                    | Heinrich Haussler     | 22°                   | 82                        | Marco Haller              | R                         |
| 63                                 | Michele Gazzoli                    | R                                  | 73                    | Phil Bauhaus          | R                     | 83                        | Jonas Koch                | 47°                       |
| 64                                 | Dmitrij Gruzdev                    | 92°                                | 74                    | Matej Mohorič         | 17°                   | 84                        | Jordi Meeus               | 114°                      |
| 65                                 | Aleksej Lucenko                    | R                                  | 75                    | Kamil Gradek          | 81°                   | 85                        | Nils Politt               | 27°                       |
| 66                                 | Leonardo Basso                     | 121°                               | 76                    | Luis León Sánchez     | 74°                   | 86                        | Lukas Pöstlberger         | 115°                      |
| 67                                 | Davide Martinelli                  | R                                  | 77                    | Fred Wright           | 20°                   | 87                        | Ide Schelling             | R                         |
| Cofidis                            | Cofidis                            | Cofidis                            | EF Education-EasyPost | EF Education-EasyPost | EF Education-EasyPost | Groupama-FDJ              | Groupama-FDJ              | Groupama-FDJ              |
| N°                                 | Ciclista                           | Clas.                              | N°                    | Ciclista              | Clas.                 | N°                        | Ciclista                  | Clas.                     |
| 91                                 | Bryan Coquard                      | 41°                                | 101                   | Jens Keukeleire       | 93°                   | 111                       | Lewis Askey               | 78°                       |
| 92                                 | Tom Bohli                          | 79°                                | 102                   | Michael Valgren       | R                     | 113                       | Stefan Küng               | 12°                       |
| 93                                 | Piet Allegaert                     | R                                  | 103                   | Owain Doull           | 16°                   | 114                       | Olivier Le Gac            | 69°                       |
| 94                                 | Eddy Finé                          | R                                  | 104                   | Ben Healy             | 75°                   | 115                       | Fabian Lienhard           | 38°                       |
| 95                                 | Kenneth Vanbilsen                  | R                                  | 105                   | Tom Scully            | R                     | 116                       | Tobias Ludvigsson         | 19°                       |
| 96                                 | Simone Consonni                    | 53°                                | 106                   | Julius van den Berg   | R                     | 117                       | Antoine Duchesne          | R                         |
| 97                                 | Szymon Sajnok                      | R                                  | 107                   | Łukasz Wiśniowski     | R                     |                           |                           |                           |
| Ineos Grenadiers                   | Ineos Grenadiers                   | Ineos Grenadiers                   | Israel-Premier Tech   | Israel-Premier Tech   | Israel-Premier Tech   | Movistar Team             | Movistar Team             | Movistar Team             |
| N°                                 | Ciclista                           | Clas.                              | N°                    | Ciclista              | Clas.                 | N°                        | Ciclista                  | Clas.                     |
| 121                                | Thomas Pidcock                     | 18°                                | 131                   | Sep Vanmarcke         | NP                    | 141                       | Alex Aranburu             | 13°                       |
| 122                                | Ethan Hayter                       | 21°                                | 132                   | Guillaume Boivin      | 33°                   | 142                       | Oier Lazkano              | 63°                       |
| 123                                | Cameron Wurf                       | R                                  | 133                   | Simon Clarke          | 11°                   | 143                       | Iván García Cortina       | 30°                       |
| 124                                | Jhonatan Narváez                   | 34°                                | 134                   | Corbin Strong         | R                     | 144                       | Juri Hollmann             | 86°                       |
| 125                                | Ben Turner                         | 59°                                | 135                   | Hugo Houle            | 73°                   | 145                       | Johan Jacobs              | R                         |
| 126                                | Magnus Sheffield                   | 108°                               | 136                   | Tom Van Asbroeck      | 70°                   | 146                       | Lluís Mas                 | 111°                      |
| 127                                | Ben Swift                          | 49°                                | 137                   | Jenthe Biermans       | 37°                   |                           |                           |                           |
| Team BikeExchange-Jayco            | Team BikeExchange-Jayco            | Team BikeExchange-Jayco            | Team DSM              | Team DSM              | Team DSM              | UAE Team Emirates         | UAE Team Emirates         | UAE Team Emirates         |
| N°                                 | Ciclista                           | Clas.                              | N°                    | Ciclista              | Clas.                 | N°                        | Ciclista                  | Clas.                     |
| 151                                | Lawson Craddock                    | R                                  | 161                   | John Degenkolb        | 43°                   | 171                       | Fernando Gaviria          | R                         |
| 152                                | Luke Durbridge                     | R                                  | 162                   | Marius Mayrhofer      | R                     | 172                       | Alessandro Covi           | R                         |
| 153                                | Alexander Konychev                 | R                                  | 163                   | Nils Eekhoff          | NP                    | 173                       | Ryan Gibbons              | 110°                      |
| 154                                | Dion Smith                         | 112°                               | 164                   | Jonas Hvideberg       | 57°                   | 174                       | Vegard Stake Laengen      | 80°                       |
| 155                                | Jan Maas                           | 109°                               | 165                   | Søren Kragh Andersen  | 103°                  | 175                       | Oliviero Troia            | R                         |
|                                    |                                    |                                    | 166                   | Nikias Arndt          | R                     | 176                       | Rui Oliveira              | 64°                       |
| 167                                | Leon Heinschke                     | R                                  | 177                   | Matteo Trentin        | 7°                    |                           |                           |                           |
| Alpecin-Fenix                      | Alpecin-Fenix                      | Alpecin-Fenix                      | B&B Hotels-KTM        | B&B Hotels-KTM        | B&B Hotels-KTM        | Bingoal Pauwels Sauces WB | Bingoal Pauwels Sauces WB | Bingoal Pauwels Sauces WB |
| N°                                 | Ciclista                           | Clas.                              | N°                    | Ciclista              | Clas.                 | N°                        | Ciclista                  | Clas.                     |
| 181                                | Dries De Bondt                     | 31°                                | 191                   | Cyril Barthe          | R                     | 201                       | Timothy Dupont            | 106°                      |
| 182                                | Tobias Bayer                       | 117°                               | 192                   | Quentin Jauregui      | R                     | 202                       | Arjen Livyns              | 29°                       |
| 183                                | Michael Gogl                       | 58°                                | 193                   | Jérémy Lecroq         | 99°                   | 203                       | Stanisław Aniołkowski     | 95°                       |
| 184                                | Xandro Meurisse                    | 54°                                | 194                   | Cyril Lemoine         | 124°                  | 204                       | Louis Blouwe              | 88°                       |
| 185                                | Senne Leysen                       | 94°                                | 195                   | Julien Morice         | 113°                  | 205                       | Laurenz Rex               | 44°                       |
| 186                                | Maurice Ballerstedt                | R                                  | 196                   | Luca Mozzato          | 26°                   | 206                       | Ludovic Robeet            | R                         |
| 187                                | Guillaume Van Keirsbulck           | 90°                                | 197                   | Jordi Warlop          | 36°                   | 207                       | Mathijs Paasschens        | R                         |
| Sport Vlaanderen-Baloise           | Sport Vlaanderen-Baloise           | Sport Vlaanderen-Baloise           | Team Arkéa-Samsic     | Team Arkéa-Samsic     | Team Arkéa-Samsic     | TotalEnergies             | TotalEnergies             | TotalEnergies             |
| N°                                 | Ciclista                           | Clas.                              | N°                    | Ciclista              | Clas.                 | N°                        | Ciclista                  | Clas.                     |
| 211                                | Sander De Pestel                   | 84°                                | 221                   | Amaury Capiot         | 23°                   | 231                       | Peter Sagan               | 98°                       |
| 212                                | Lindsay De Vylder                  | 104°                               | 222                   | Donavan Grondin       | 105°                  | 232                       | Edvald Boasson Hagen      | R                         |
| 213                                | Ruben Apers                        | 116°                               | 223                   | Matis Louvel          | 14°                   | 233                       | Dries Van Gestel          | 25°                       |
| 214                                | Arne Marit                         | 119°                               | 224                   | Daniel McLay          | 77°                   | 234                       | Daniel Oss                | 55°                       |
| 215                                | Aaron Verwilst                     | 107°                               | 225                   | Kévin Vauquelin       | 48°                   | 235                       | Geoffrey Soupe            | R                         |
| 216                                | Kenneth Van Rooy                   | 46°                                | 226                   | Clément Russo         | 96°                   | 236                       | Chris Lawless             | R                         |
| 217                                | Ward Vanhoof                       | 65°                                | 227                   | Connor Swift          | 35°                   | 237                       | Anthony Turgis            | R                         |
| Uno-X Pro Cycling Team             |                                    |                                    |                       |                       |                       |                           |                           |                           |
| N°                                 | Ciclista                           | Clas.                              |                       |                       |                       |                           |                           |                           |
| 241                                | Jonas Abrahamsen                   | R                                  |                       |                       |                       |                           |                           |                           |
| 242                                | Fredrik Dversnes                   | 28°                                |                       |                       |                       |                           |                           |                           |
| 243                                | Morten Hulgaard                    | 85°                                |                       |                       |                       |                           |                           |                           |
| 244                                | Tobias Johannessen                 | 56°                                |                       |                       |                       |                           |                           |                           |
| 245                                | Erik Resell                        | 87°                                |                       |                       |                       |                           |                           |                           |
| 246                                | Anders Skaarseth                   | 42°                                |                       |                       |                       |                           |                           |                           |
| 247                                | Rasmus Tiller                      | 6°                                 |                       |                       |                       |                           |                           |                           |